# Syntrichia sucrosa
Syntrichia sucrosa là một loài rêu trong họ Pottiaceae. Loài này được K. M. Kellman mô tả khoa học đầu tiên năm 2008.